# چارلز تیلی
چارلز تیلی (۲۷ مه ۱۹۲۹–۲۹ آوریل ۲۰۰۸) جامعه‌شناس آمریکایی بود.وی از نظریه پردازان تأثیرگذار در زمینه مطالعات جنبش‌های اجتماعی می‌باشد.

## آثار
- از بسیج تا انقلاب
- جنبشهای اجتماعی